# Аванти!
Аванти! (на английски: Avanti!) е американско-италиански игрален филм - романтична комедия, режисиран от Били Уайлдър, с участието на Джулиет Милс и Джак Лемън. Получава „Златен глобус“ за най-добро изпълнение през 1973 г.

## Сюжет
Внимание:  Текстът по-долу разкрива сюжета на произведението (или части от него)!
Бизнесменът от Балтимор Уендъл Армбръстър заминава за италианското курортно градче Иския, за да разпознае тялото на загиналия в автомобилна катастрофа негов баща – богат магнат. През последните десет години възрастният мъж е прекарвал лятната си почивка, състояща се от един месец, в провинциалното италианско градче.
По пътя Уендъл неочаквано се натъква на красива, но странна лондончанка, която знае доста неща за него. Пристигайки в курорта, бизнесменът научава името ѝ – Памела Пигот, както и че тя е дъщеря на дългогодишната любовница на покойния му баща, загинала заедно с него в катастрофата. Уендъл не знае нищо за тази афера и докато урежда всичко за пренасянето на тялото в Америка, той се опитва да прикрие пикантната история около нещастния случай. Службите, занимаващи се с документацията по прехвърлянето на ковчега, непрекъснато създават проблеми със своята бюрокрация. Още повече че в трите дни, с които Уендъл разполага, за да оправи цялата процедура, един ден (неделя) в Италия не работи нищо.
На американския бизнесмен не му остава друго освен да прекарва повече време с Памела, която не се притеснява от любовната афера на майка си. Дори възнамерява да прекара една приятна ваканция. Така двамата решават да почетат паметта на родителите си, като правят това, което покойниците най-много са обичали. Увлечени в странната ваканция, Уендъл и лондонското момиче се влюбват.

## В ролите
| Актьор            | Роля                |
| ----------------- | ------------------- |
| Джак Лемън        | Уендъл Армбръстър   |
| Джулиет Милс      | Памела Пигот        |
| Клайв Ревил       | Карло Карлучи       |
| Едуард Андрюс     | Джей Джей Блоджет   |
| Джанфранко Бара   | Бруно               |
| Франко Ангризано  | Арнолдо Трота       |
| Франко Акампара   | Армандо Трота       |
| Джизелда Кастрини | Анна, сервитьорката |
| Пипо Франко       | Матарацо            |
| Джанет Агрен      | медицинска сестра   |

## Критика към филма
В полската киноенциклопедия „Video ’90“ (излязла на българския пазар под заглавието „Енциклопедия за кино, видео и телевизионни филми“) филмът е оценен с две звезди, което го класифицира като „добър филм, няма да съжалявате, ако го гледате“. Критиките са главно към провлаченото действие, безкрайно скучните диалози и операторската работа. Филмът е препоръчан на зрители със специфично чувство за хумор.